# CCK-4
Cholecystokinin tetrapeptide (CCK-4, Trp - Met - Asp - Phe -NH2) là một mảnh peptide có nguồn gốc từ hormone peptide lớn hơn cholecystokinin. Không giống như cholecystokin có nhiều vai trò khác nhau trong hệ thống tiêu hóa cũng như tác dụng của hệ thần kinh trung ương, CCK-4 hoạt động chủ yếu trong não như một chất gây mê, mặc dù nó giữ lại một số hiệu ứng GI, nhưng không nhiều như CCK-8 hoặc chiều dài đầy đủ polypeptide CCK-58.
CCK-4 đáng tin cậy gây ra các triệu chứng lo âu nghiêm trọng khi dùng cho người với liều lượng ít nhất là 50μg, và thường được sử dụng trong nghiên cứu khoa học để gây ra các cơn hoảng loạn cho mục đích thử nghiệm các loại thuốc giải lo âu mới. Vì là peptide, CCK-4 phải được tiêm bằng cách tiêm và nhanh chóng bị phá vỡ một lần trong cơ thể nên chỉ có thời gian tác dụng ngắn, mặc dù đã biết rất nhiều chất tương tự tổng hợp có đặc tính biến đổi.